# Superiore generale dei clarettiani
Il superiore generale è il moderatore supremo dei Missionari figli del Cuore Immacolato di Maria.

## Cronotassi dei superiori generali
- 1 Antonio María Claret y Clará, C.M.F. (16 luglio 1849 - 20 maggio 1850 nominato arcivescovo metropolita di Santiago di Cuba)
- 2 Esteban Sala, C.M.F. (1850 - 1858)
- 3 José Xifré, C.M.F. (1858 - 1899)
- 4 Clemente Serrat, C.M.F. (1899 - 1906)
- 5 Martín Alsina Sevarroja, C.M.F. (1906 - 1922)
- 6 Nicolás García Cuesta, C.M.F. (1922 - 1934)
- 7 Felipe Maroto, C.M.F. (1934 - 1937)
- 8 Nicolás García Cuesta, C.M.F. (1937 - 1949)
- 9 Peter Schweiger, C.M.F. (1949 - 1967)
- 10 Antonio Leghisa, C.M.F. (1967 - 1979)
- 11 Gustavo Alonso, C.M.F. (1979 - 1991)
- 12 Aquilino Bocos Merino, C.M.F. (1991 - 2003)
- 13 Josep María Abella Batlle, C.M.F. (1º settembre 2003 - 5 settembre 2015[1])
- 14 Mathew Vattamattam, C.M.F., dal 5 settembre 2015